# Пхон, Мария
Мария Пхон (6.01.1926 г., Таиланд — 16.12.1940 г., Сонгхон, провинция Мукдахан, Таиланд) — блаженная Римско-Католической Церкви, мученица.

## Биография
Мария Пхон родилась 6 января 1926 года в католической семье Иоанна Тана и Екатерины Пха. Была крещена в возрасте одного месяца.
В 1940—1944 годах Таиланд находился в состоянии войны с французским Индокитаем. 25 декабря 1940 года местная полиция арестовала Марию Пхон и обвинила её в шпионаже в пользу Франции. Полицейские требовали от неё отречься от христианства. 26 декабря она вместе с другими шестью арестованными католиками была расстреляна.

## Прославление
22 декабря 1989 года Римский папа Иоанн Павел II причислил Марию Пхон к лику блаженных в составе группы семи таиландских мучеников.
День памяти в Католической церкви — 16 декабря.